# 陳健星
陳健星（Chan Kin Seng，1985年3月19日—），是澳門足球員，現為澳門甲組橘井恆勢球員，曾經是澳門足球代表隊的前鋒，曾獲邀往香港甲組聯賽發展，他曾在世界盃外圍賽第一圈對泰國時取得入球。

## 生涯
陳健星於中學時代已經代表澳門足球代表隊出戰各地，並為澳門隊打入不少進球，曾在港澳埠際賽中為澳門隊射入一球，更難能可貴的是在東亞盃的外圍賽中面對強敵北韓下仍能為澳門隊破蛋，在澳門這個足球風氣雖盛，卻發展不大的環境裡，陳健星可以說是一個異數。澳門回歸盃，在澳門少打一人的情況下，也凴其打不死的精神而取得入球，但其傷患問題一直困擾著這位年輕球員，他曾說：“前一年我在比賽中受傷了，我覺得那是我運動員生涯中最難受的時候，我足足養傷了半年，半年裡我沒有碰過足球，我只能做一些慢跑的練習，除此之外我就是專攻我的學業了。”可見在澳門發展足球事業對於一個學生來說並非易事。

### 球會
2015年6月14日，士砵亭面對葡人之家沒有留手，61分鐘已經領先3比0，士砵亭72分鐘由後備上陣的陳健星首次射門即入波，最終大勝4比0。
2018年5月26日，勵馳對海關，陳健星完半場前的入球，加上53和69分鐘再入兩球，完成帽子戲法，結果協助勵馳以5比1擊敗海關。
2019年1月8日，橘井恆勢率先公布今季組軍陣容，宣佈前勵馳球員陳健星新加盟。

### 澳門代表隊
2007年6月10日，港澳埠際賽在掃桿埔舉行，香港隊完半場前因防守鬆懈，被澳門前鋒陳健星成功把握一次失誤近門射入追成1:1。最終香港隊憑朱兆基及陳肇麒上下半場各建一功，以2:1小勝澳門。
2010年東亞足球錦標賽預賽在2009年3月11日－15日於關島舉行，陳健星以四個入球，成為預賽神射手。

## 外部連結
- [永久]
- 2007年澳門傑出運動員候選人專輯 - 陳健星